# Dabke

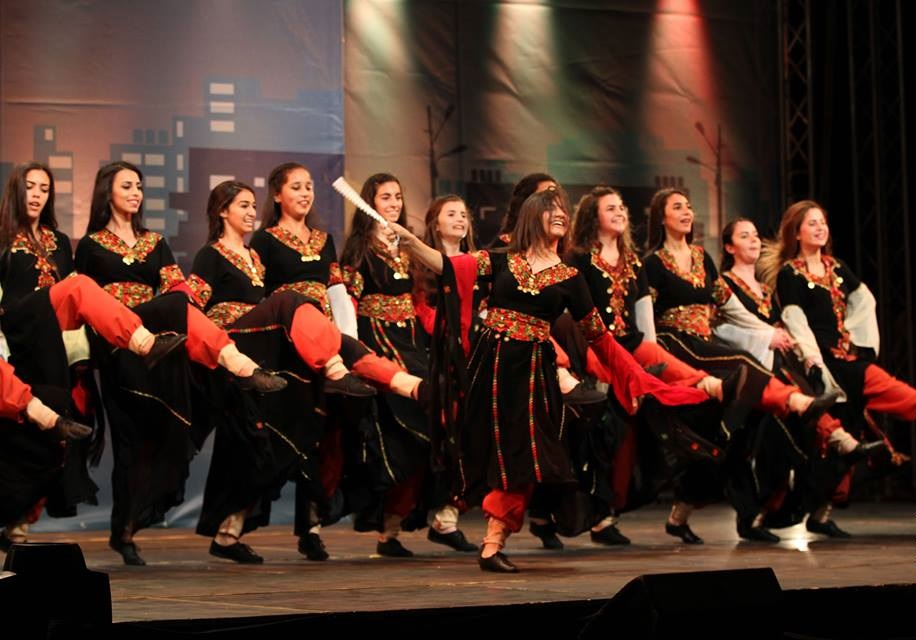
Femei palestiniene dansând tradiționalul Dabka

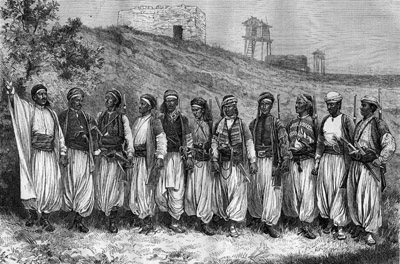
Bărbați dansând Dabka, 1880

Dabke (Arabă: دبكة‎ ), cunoscut și sub termenul de „dabka”, „dubki”, „dabkeh”, sau la plural, „dabkāt”, este un dans popular levantin, deosebit de răspândit în rândul comunităților libaneze, iordaniene, palestiniene și siriene. Dabke îmbină dansul în cerc cu dansul în linie și este frecvent interpretat la nunți și alte ocazii festive. Linia se formează de la dreapta la stânga, iar liderul dabke-ului se află în fruntea liniei, alternând între a se întoarce către public și către ceilalți dansatori.

## Istorie
Potrivit lui Yazbec, fenicienii au fost primii profesori ai dansului din lume, iar dabke este un descendent reprezentativ al dansurilor feniciene. 
Dabke, cunoscut și sub denumirea de "dabkeh", a început în regiunile muntoase de deasupra coastei mediteraneene și a râului Tigru. Inițial, dansul Dabke era o creație a poporului din satele și orașele din Liban. Pe vremea aceea, au existat schimbări ale vremii. Sătenii din Liban au format un dans bazat pe construirea casei. Cele mai multe dintre aceste regiuni aveau acoperișuri plate din ramuri de copaci și acoperite cu noroi. Cu toate acestea, odată cu schimbările meteorologice, noroiul se fărămita și acoperișurile trebuiau să fie reparate. De asemenea, potrivit unei tradiții populare, casele din Levant au fost construite din piatră cu acoperiș de lemn, paie și pământ. Libanezii reparau acoperișul ținându-se de mâini mâinile, formând o linie și începeau să apese cu picioarele în timp ce se plimbau pe acoperiș pentru a unifica noroiul. Când noroiul începea să crape, proprietarul casei îi chema pe vecinii lui să-l ajute cu acoperișul. El striga "ta'awon" sau "awneh" însemnând "ajutor" și, la rândul său, vecinii veneau alergând spunând "Ala Dal Ouna", adică "hai să mergem și să ajutăm". Toți oamenii se întâlneau pe acoperiș și începeau să uniformizeze noroiul și așa a luat naștere dansul dabke. 
Odată ce au fost disponibile mai bune tehnologii pentru acoperiș, povestea dansului / cântecului lor de muncă a fost transmisă de-a lungul generațiilor pentru a le reaminti importanței familiei, comunității și tradiției. Astăzi, dabke este văzut în întreaga lume la nunți, adunări de familie și sărbători.
În cultura libaneză de astăzi, Dabke încă se dansează și este una dintre cele mai faimoase tradiții libaneze. Dabke a fost moștenit din generație în generație și se practică în aproape fiecare gospodărie libaneză. Trecut prin istorie, dansul a devenit mai viu și mai vesel și este de obicei practicat sau dansat la nunti, ocazii speciale, și adunări de familie. Cu toate acestea, când Dabke a fost creat pentru prima dată, dansul a fost lent și static. Dansul a început să se schimbe progresiv după primul război mondial, când mulți imigranți veniseră în Liban, iar dansul s-a schimbat în câteva minute de la o generație la alta.
Dabkeh, un dans arab care face parte din peisajul sociocultural comun al Levantului de Est, a suferit două procese de inventare a tradiției. De două ori, dabkeh a fost transformat într-un criteriu fix de mișcări și pași care, prin execuție repetată, au servit la consolidarea normelor comportamentale și a semnificațiilor culturale în numele națiunii, atât israeliene cât și palestiniene. Inițial, inventat ca un debkah israelian, dabkeh a apărut în anii 40 ca o parte definitorie a rikudai ʿam israeli (dansul popular israelian), un set de coregrafii nou create, care, după înființarea statului Israel în 1948, a devenit o activitate larg răspândită și populară. La sfârșitul anului 1960 și începutul anului 1970, dabkeh a fost inventat pentru a doua oară ca tradiție. Recent clasificat ca al-turāth al-shaʿbī al-filasṭīnī (patrimoniul palestinian), dabkeh arab a fost naționalizat și a fost înscris pe corpurile palestiniene în termenii unui set fix de stiluri de mișcări specifice palestiniene. 

## Tipuri de Dabke

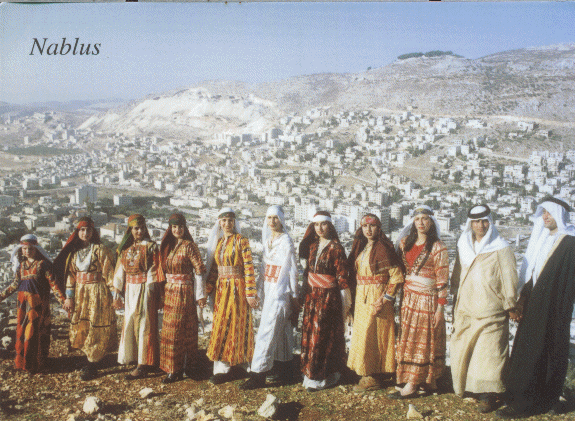
Dabke

Există diferite tipuri de dabke, inclusiv al-karādiyya și al-ṭaiyyāra, al-dalʿūnā, zarīf al-ṭūl, al-saḥğa și taġrība și duḥiyya. Al-karādiyya și al al-ṭaiyyāra se caracterizează prin pași rapizi și sunt de obicei interpretate de tineri, deoarece aceste dansuri necesită multă flexibilitate și rezistență. Al-dalʿūnā are un ritm moderat și este interpretat de dansatori de toate vârstele. Fiecare mișcare simbolizează un district și se realizează într-un anumit ritm. Zarīf al-ṭūl este despre lauda calităților fetelor și băieților. Acesta este de practicat la nunți și la alte ocazii speciale pentru a accentua dragostea. Al-saḥğa și taġrība afișează un stil care se bazează pe versurile rostite în timpul dansului. Fiecare mișcare trimite diferite mesaje prin pași sincronizați și ritmuri repetitive. Duḥiyya este predominant realizat de beduini și include mișcări de sincronizare similare cu stilul al-saḥğa și sunete care nu pot fi înțelese de alții. Formațiile acestor diferite tipuri de dabke demonstrează cât de proeminentă este această formă de dans în cultura arabă, ajungând în cele din urmă la reafirmarea culturii lor. 

## Instrumente
Există câteva instrumente din Orientul Mijlociu utilizate în mod obișnuit pentru a reda muzica de fundal pentru dabke. Mijwiz - un fel de clarinet din stuf, tablah - un tambur mic și o tamburină (riq) sunt printre instrumentele principale. Oud (lăută), un instrument cu coardă în formă de pară, cu sunet caracteristic adânc și moale, poate fi ,de asemenea folosit pentru redarea unor sunete. 

## Cum dansăm Dabke?
Dabke mixează mișcări ritmice la care participanții se așează în cerc sau în linie și nu există ocazie de bucurie în zona levantină fără acest dans. Linia se formează de la dreapta la stânga, iar liderul se află în capătul ei, alternând mișcări prin care atât audienta este privită, cât și ceilalți dansatori.

## Legături externe
- A variety of The Jordanian Dabke performed by Al Yarmouk University Folk Troupe.
- Jordanian Dabkeh Performed By Al-Ramth Youth Folk Troupe
- Jordanian Dabke (Tas'awiya) – Ma'an 1975
- El-Arish Dabka
- Palestinian Dabkeh performed in London
- La Troupe Folklorique Les Chevaliers du Liban (Montréal, Canada) Arhivat în 25 iunie 2009, la Wayback Machine.
- Palestinian Dabkeh Troupe (Hurriyah Dabkeh Troupe)[nefuncțională]
- Al-Juthoor Dabkeh Group
- Al-Juthoor performs in the San Francisco Ethnic Dance Festival Arhivat în 9 decembrie 2007, la Wayback Machine.
- El-Funoon Dabkeh Group